# La Última Cena (Tintoretto, San Giorgio Maggiore)
La Última Cena es la última gran obra del pintor italiano Tintoretto, con la que culmina su trayectoria como pintor. Está realizada al óleo sobre lienzo. Mide 365 cm de alto y 568 cm de ancho. Fue pintada en los años 1592-1594, encontrándose en la Basílica de San Giorgio Maggiore de Venecia, Italia.
La Última Cena es un tema que el artista había trabajado en otras ocasiones, y es clásico en la pintura religiosa católica. Este cuadro, como la Recogida del maná (1594) y El Descendimiento (1592-94), fueron realizados para la iglesia y monasterio de San Giorgio Maggiore, en una pequeña isla de Venecia. Se encuentra en un muro del presbiterio.
Comparar esta obra con La Última Cena de Leonardo da Vinci demuestra de qué forma evolucionó el arte desde el Renacimiento. En la obra de Leonardo, los discípulos se sitúan alrededor de Jesús con una perspectiva frontal y una simetría casi matemática. En las manos de Tintoretto, la misma escena aparece dramáticamente distorsionada, utilizando una muy original perspectiva oblicua que hace retroceder en el espacio la mesa a la que se sienta el grupo apostólico. Las figuras humanas parecen abrumadas por la aparición de seres fantásticos, ángeles traslúcidos que flotan sobre ellas. La escena tiene lugar en una contemporánea taberna popular de noche, donde las aureolas de los santos aportan una luz extraña que subraya detalles incongruentes. Es una obra oscura, en la que destaca precisamente el tratamiento que hace de la luz. Los rostros de los santos se distinguen gracias a la luz de sus propias aureolas. Hay dos puntos de luz intensa: uno en lo alto, a la izquierda, con la lámpara encendida colgando del techo y otro en la intensa aureola de Jesucristo.
En su manierista composición compleja y asimétrica, su dinamismo y énfasis en lo cotidiano (con la ambientación en una posada veneciana), el tono ya es resueltamente barroco.